# دیوید هنری گودسال
دیوید هنری گودسال (انگلیسی: David Henry Goodsall؛ ‏ ۴ ژانویهٔ ۱۸۴۳ – ۱۴ سپتامبر ۱۹۰۶) جراح اهل انگلستان بود که به سبب توصیف قانون گودسال شهرت دارد.
او در گریوزند زاده شد و در مدرسه «سنت آن» تحصیل کرد. پدرش تصمیم گرفته بود در رشته پزشکی تحصیل کند، اما زمانی که دانشجوی بیمارستان سنت بارتلمه بود، بر اثر زخمی که در حین انجام کالبدگشایی برداشت، درگذشت. در نتیجه، هزینه‌های دیوید گودسال در بیمارستان سنت بارتلمه بخشوده شد، زیرا زخم پدرش توسط یکی از کارکنان ایجاد شده بود و دیوید از سال ۱۸۶۵ تحصیل در رشتهٔ پزشکی را در آنجا آغاز کرد.